# Crazy (chanson d'Aerosmith)
Pour les articles homonymes, voir Crazy.
Singles de Aerosmith
Shut Up and Dance
(1994) Blind Man
(1994)
Crazy est une chanson du groupe de rock Aerosmith écrite par Steven Tyler, Joe Perry et Desmond Child.
Les paroles de la chanson parlent d'une femme infidèle qui rend le narrateur fou et le fait crier "Crazy" (tr:Fou).
Un clip vidéo de la chanson a été réalisé sous la direction de Marty Callner et dans lequel jouent Alicia Silverstone et Liv Tyler, la fille de Steven Tyler. Il fut l'un des clips les plus diffusés sur MTV en 1994.
Le single s'est classé à la 17e place des charts américains et la 23e des charts anglais.